# Električna kolica
Električna kolica ili akumulatorska kolica su vrsta prenosila povremena dobave koja se koriste za prijenos (prijevoz) većih tereta. Električna kolica su vrsta motornih kolica, koja rjeđe mogu biti i dizelska. Imaju platformu ili koš za smještaj tereta, a upravlja vozač, koji stoji ili sjedi. Njima su nalik i kompozicije koje se sastoje od tegljača za koji se prikapčaju kolica bez vlastitoga pogona. Za vrlo učestali prijevoz koriste se tegljači bez vozača, koji s pomoću automatskog upravljanja voze k odredištu.

## Prenosila povremene dobave
U prenosila povremene dobave ubrajaju se podna prenosila, pružna prenosila, sredstva za prijevoz teških tereta i viseća prenosila.

### Podna prenosila bez uređaja za podizanje
Podna prenosila za prijenos lakih tereta (do 1 tone) na male udaljenosti (do 50 metara) vuku se ili guraju ručno. Među ručna podna prenosila spadaju tačke, zahvatne dvokolice za vreće i sanduke, različiti tipovi kolica s nepokretnom platformom i slično. Sva ta prenosila služe samo za povremeni prijenos (transport). 
Za veće količine tereta i duže vrijeme rada služe motorna kolica: električna kolica ili dizelska kolica. Ta se vozila grade s nepokretnim ili nagibnim platformama ili koševima za smještaj tereta, imaju nosivost obično od 0,5 do 5 tona, a nekad i do 40 tona, te najveću brzinu do 20 km/h kad upravljač sjedi, a 15 km/h kad upravljač stoji. Pod punim opterećenjem brzina iznosi oko 12 km/h. Upotrebljavaju se za prijevoz na udaljenosti do 1 000 i više metara. Prikladna su za neredovit pojedinačni prijevoz. 
Za redoviti prijevoz prikladniji su vlakovi sastavljeni od tegljača i prikopčanih kolica bez vlastitog pogona. Tegljači nemaju platformu za teret i služe samo za vuču. 
Po dobroj betonskoj podlozi električni tegljači vuku od 3 do 6 kolica s ukupnom korisnom masom od 3 do 30 tona, brzinom od 8 do 12 km/h. Njihova vučna sila iznosi od 0,5 do 4 kN, a s jednim akumulatorskim punjenjem mogu prijeći od 30 do 50 kilometara. Dizelski tegljači imaju veće brzine vožnje (do 20 km/h, iznimno do 35 km/h) i veće vučne sile (do 15 kN), pa mogu tegliti privješeni teret i do 60 tona. 
Kad tegljač dovuče prikopčana kolica do odredišta, može odmah prihvatiti druga kolica i odvući ih natrag ne čekajući istovar ili utovar. Prilično složen mehanizam za prisilno upravljanje vlakom omogućuje prolaz kroz oštrije zavoje i uže prolaze, ali zahtijeva osobito spretna vozača. Za veoma učestali prijevoz često se primjenjuju tegljači bez vozača, koji pomoću automatskog upravljanja samostalno voze k odredištu. Na prednjoj strani takvi tegljači imaju zaštitne lukove koji pri naletu na zapreku aktiviraju kočenje.